# Saint-Piat
Saint-Piat är en kommun i departementet Eure-et-Loir i regionen Centre-Val de Loire strax norr om centrala Frankrike. Kommunen ligger i kantonen Maintenon som tillhör arrondissementet Chartres. År 2022 hade Saint-Piat 1 121 invånare.

## Befolkningsutveckling
Antalet invånare i kommunen Saint-Piat
Referens:INSEE